# 卡洛兹
卡洛兹，是匈牙利费耶尔州所辖的一个村。总面积47.79平方公里，总人口2439，人口密度51.0人/平方公里（2011年1月1日）。